# لوك إيفانز (لاعب كريكت)
لوك إيفانز (26 أبريل 1987 في المملكة المتحدة - )  (بالإنجليزية: Luke Evans)‏ هو لاعب كريكت بريطاني. لعب مع نادي مقاطعة دورهام للكريكت ‏ ونادي مقاطعة نورثامبتونشير للكريكت ‏.

## وصلات خارجية
- لوك إيفانز على موقع إي آس بي آن كريك إنفو (الإنجليزية)